# Martin Hansson (arbitro)
Martin Hansson (Holmsjö, 6 aprile 1971) è un ex arbitro di calcio svedese.

## Carriera
Hansson è diventato arbitro all'età di sedici anni presso il proprio club, a trent'anni, nel 2001, è stato promosso ad arbitro internazionale. Nel 2003 viene selezionato in vista del Campionato mondiale di calcio Under-17 disputatosi in Finlandia. Nel 2006 è stato chiamato per partecipare al campionato europeo U-21 nei Portogallo, ha diretto tre gare del torneo, due della fase a gironi Portogallo - Serbia e Montenegro e Olanda - Italia, e la finale Olanda - Ucraina.
Nel gennaio 2007 viene promosso nella categoria élite degli arbitri UEFA (la più elevata) e nel mese di giugno è stato selezionato per il campionato mondiale U-20 in Canada, in cui ha arbitrato le partite Argentina - Repubblica Ceca il 30 giugno 2007 e Stati Uniti - Polonia il 3 luglio 2007.
Nel novembre 2008 è protagonista di un controverso episodio: nei minuti finali della gara di UEFA Champions League tra Liverpool e Atletico Madrid, assegna un rigore discutibile agli inglesi, poi realizzato da Steven Gerrard per il pareggio definitivo. In seguito a questa decisione, Hansson denuncia di essere stato minacciato di morte da alcuni pseudo tifosi senza controllo.
Nel giugno 2009 partecipa al torneo FIFA Confederations Cup, di cui dirige la finalissima tra Brasile e Stati Uniti. Nel novembre 2009 gli viene affidato il ritorno dello spareggio per l'accesso ai Mondiali di calcio 2010 tra Francia e Irlanda. In questa partita, terminata 1-1 dopo i tempi supplementari, l'arbitro svedese si rende protagonista di un grave errore: al 103' non vede un doppio tocco di mano di Thierry Henry, atto ad addomesticare il pallone che altrimenti sarebbe finito fuori, sull'azione del gol del pareggio francese, convalidando la marcatura; con questo risultato i padroni di casa si qualificano così, con molte polemiche, per il campionato del mondo 2010.
Nonostante quanto accaduto, la FIFA non lo esclude dal Mondiale 2010 in Sudafrica, relegandolo però al ruolo di quarto ufficiale. Dal 1º luglio 2011 viene declassato dalla categoria Elite UEFA alla First Class.